# HENN Industrial Group
Pour les articles homonymes, voir Henn.
 (septembre 2021).
HENN Industrial Group GmbH & Co KG, dont le siège se trouve à Dornbirn en Autriche, est un fournisseur de systèmes de raccordement pour applications industrielles. En plus de HENN GmbH & Co KG, HENN Industrial Group (HENN IG) détient également les sociétés Eisele GmbH, TKW Molding GmbH et UFT Produktion GmbH, ainsi que des filiales aux États-Unis et en Chine.

## Histoire
En 2011, l'entrepreneur Martin Ohneberg (de) devient l’actionnaire principal de HENN GmbH & Co KG dont il prend la direction. En 2018, HENN Industrial Group rachète la société UFT Produktion GmbH (spécialisée dans l’emboutissage de pièces métalliques) et la société TKW Molding GmbH (spécialisée dans le moulage de plastique par injection). Le début de l’année 2021 marque quant à lui le rachat de la société Eisele GmbH HENN propose des gammes de raccords de moyens diamètres conçus pour des plages de pression faibles tandis que les produits Eisele, dont les diamètres sont plus petits, sont eux conçus pour des plages de pression moyennes.
Le volume d'affaires du groupe d'entreprises a crû, selon ses propres déclarations, de 19 millions d'euros en 2010 à 120 millions d'euros en 2020,,,.
Le groupe d'entreprises transforme divers matériaux (plastiques, métaux) et utilise différentes technologies de fabrication (emboutissage, moulage par injection, usinage CNC et impression 3D).
HENN parraine par ailleurs le championnat d'Autriche de tennis (« HENN Bundesliga »),.

## Organisation

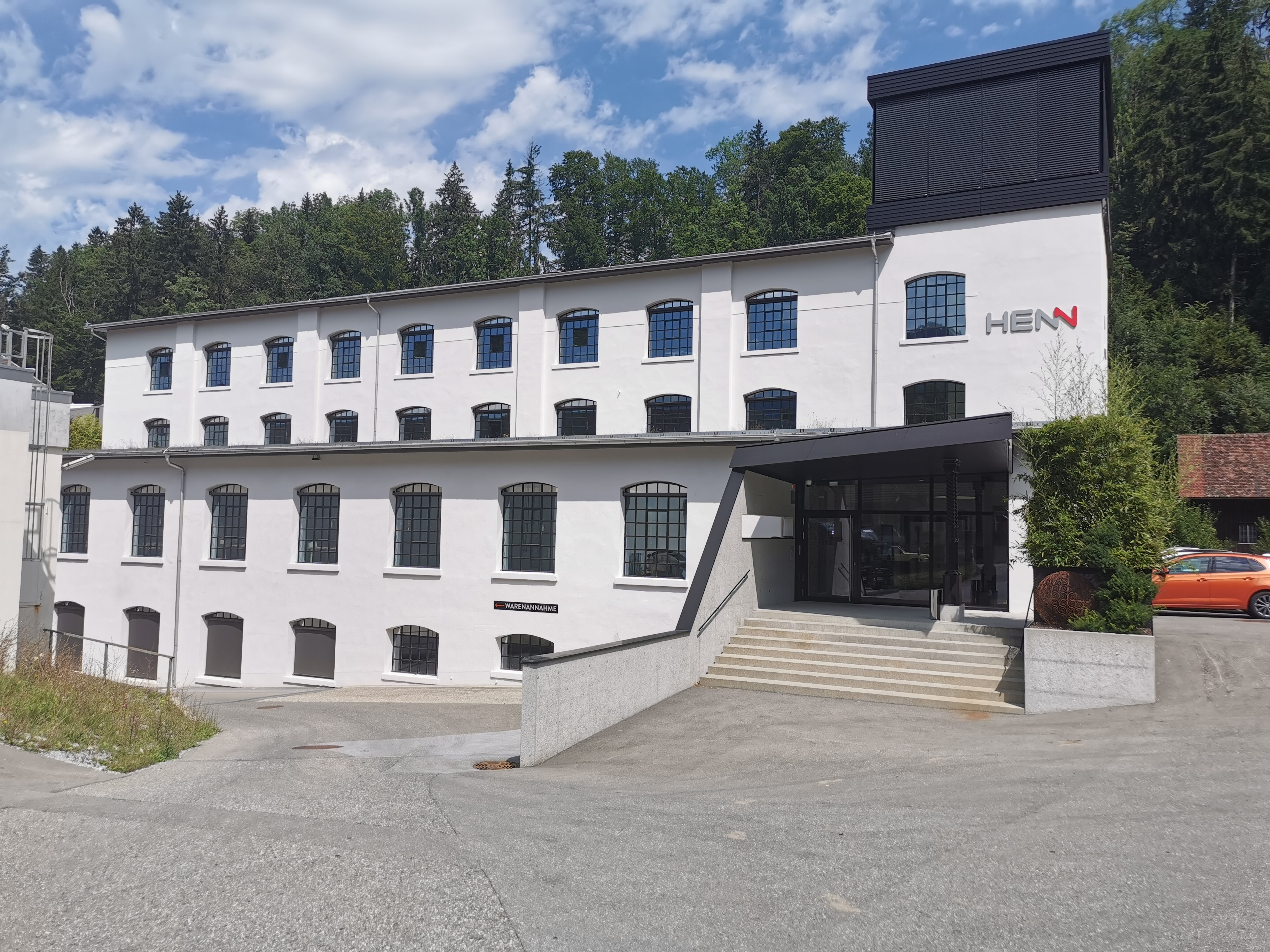
Siège social de HENN GmbH & Co KG à Dornbirn, Autriche

HENN IG réunit quatre entreprises : HENN GmbH & Co KG, Eisele GmbH, TKW Molding et UFT Produktion GmbH.

### HENN
HENN GmbH & Co KG, dont le siège se trouve à Dornbirn (Autriche), est l’un des principaux fournisseurs de raccords rapides destinés aux circuits de suralimentation d’air et circuits de refroidissement moteur, ainsi que de résonnateurs acoustiques. Fondée en 1990, l'entreprise s'est concentrée pendant ses premières années sur l'industrie automobile, avec le développement du ShortClip. Ce système de raccordement a été utilisé pour la première fois en série en 1996 chez le constructeur automobile Audi, puis chez Porsche et Mercedes en 1998. Aujourd’hui, plus de 500 millions de raccords HENN sont utilisés partout dans le monde. L'entreprise commercialise également des unités d’assemblage appliquant un procédé de sertissage développée en interne.
La gamme de produits de l'entreprise comprend principalement : 
- des raccords pour circuits de refroidissement par eau (HC.WATER)
- des raccords pour circuits de suralimentation d’air (HC.AIR)
- des résonateurs (HC.RESONATOR)
- des machines d’assemblage

Ces produits, parfaitement traçables numériquement grâce à un code Datamatrix, trouvent leur application auprès de presque tous les constructeurs automobiles dans le monde et conviennent autant aux moteurs à combustion internes qu’aux véhicules à hydrogène, électriques et hybrides.

### Eisele
La société Eisele GmbH, basée à Waiblingen (Allemagne) développe, produit et commercialise des raccords métalliques. Les raccords d'Eisele sont entre autres utilisés dans la robotique, la production alimentaire, la technique médicale, l'industrie de l'emballage, l'industrie pharmaceutique ainsi que dans le domaine des énergies renouvelables. Fondée en 1939, l’entreprise est aujourd'hui implantée dans 22 pays et emploie plus de 100 personnes. Depuis le printemps 2021, Eisele et sa filiale américaine Grand Rapids (Michigan) font partie du groupe HENN.

### TWK Molding
TWK Molding GmbH est basé à Blankenhain (Allemagne) et emploie près de 120 personnes. TKW produit des composants en plastique et des pièces pour l'automobile, et apporte son savoir-faire dans le domaine des matières plastiques au groupe HENN IG. TKW produit non seulement des raccords, mais aussi des boîtiers de vitesse, des unités de transmission et des plaques de levage. Elle produit également des produits de marque, y compris grand public, pour des fabricants internationaux de l'industrie pharmaceutique et cosmétique (rasoirs jetables par exemple),. L'entreprise fait partie de HENN Industrial Group depuis 2018 et détient une filiale à Taicang (Chine).

### UFT
UFT Produktion GmbH (basé à Heinsdorfergrund en Allemagne), fabrique des pièces de précision complexes embouties en tôle fine, acier inoxydable, aluminium et métaux non ferreux. UFT opère partout dans le monde et emploie près de 120 personnes. Sur le site de Heinsdorfergrund, une nouvelle usine de montage abrite notamment la production et le montage des raccords HC.Water de HENN.